# Aziatische hoornkikker
De Aziatische hoornkikker (Pelobatrachus nasutus) is een kikker uit de familie Megophryidae.
De soort wordt ook wel langneus hoornkikker genoemd, of -pad in plaats van -kikker. De soort behoort tot de Aziatische hoornkikkers uit het geslacht Pelobatrachus. De Aziatische hoornkikker werd voor het eerst wetenschappelijk beschreven door Hermann Schlegel in 1838. Oorspronkelijk werd de wetenschappelijke naam Ceratophryne nasuta gebruikt.

## Uiterlijke kenmerken
De Aziatische hoornkikker bereikt een maximale lichaamslengte tot ongeveer acht centimeter. De Aziatische hoornkikker lijkt in alles op een blad; de kleuren, afwijkende uitsteeksels en onregelmatige patronen. Ook de vele huidplooien van de dieren zijn onderdeel van de camouflage en lijken op bladnerven.
De kikker heeft een donkerbruine tot zwarte buik en flank, en een beige-bruine rug en poten, de huid boven de ogen is vergroeid tot een sterk uit-stekende punt, evenals de huid tussen de neusgaten. De buik en keel hebben een onregelmatig vlekkenpatroon. Deze soort is zeer vraatzuchtig en eet alles wat in de buurt komt. Het lichaam kan hierdoor zo dik worden dat de buik van het dier er als een ring omheen ligt.

## Verspreiding en habitat
De Aziatische hoornkikker komt voor in het zuiden van Azië, en leeft in de landen Indonesië, Maleisië en Singapore. De habitat bestaat uit koele en vochtige bossen, regenwouden en moerassen. De kikker leeft langs stroompjes en beekjes; deze soort is zowel land- als waterbewonend en heeft niet echt een voorkeur, hoewel voor de voortplanting water nodig is. De Aziatische hoornkikker leeft in de strooisellaag van bossen, waar tussen de bladeren wordt gewacht tot een prooi zich aandient.

## Voortplanting en ontwikkeling
De eitjes zijn niet zo talrijk als bij veel andere soorten en zijn relatief groot. Het kikkervisje heeft een unieke voedselgewoonte; nadat de larve is uitgekomen is hangt deze met de trechtervormige monddelen tegen de waterspiegel. Het lijf steekt naar onderen, en de larve eet kaamvliesbacteriën; bacteriën die leven op het wateroppervlak en daar een vliesje vormen.

## Levenswijze
Volwassen dieren eten alles wat in de bek past; insecten, maar ook andere amfibieën, hagedissen en zelfs landkrabben en schorpioenen. Prooidieren worden besprongen en worden vervolgens in hun geheel doorgeslikt. Het zijn zeer schuwe dieren; zelfs de paarroep bestaat uit een zacht, enkel 'chiiiing' -geluidje.